# Joseph Bréan
Joseph Bréan (Aubervilliers, 1910 - Aosta 1953) fou un sacerdot i polític valldostà. Fou canonge de la Col·legiata de Sant'Orso d'Aosta. Amic de Joseph Trèves i d'Émile Chanoux, fundà el Cercle de la Cultura Valldostana. La seva oposició al règim feixista de Benito Mussolini el van dur a col·laborar amb la Resistència italiana, raó per la qual fou condemnat a mort i hagué d'exiliar-se a Suïssa fins al final de la guerra. El 1945 participà en la fundació d'Unió Valldostana i el 1947 fou nomenat assistent diocesà. Escriví La civilisation alpestre.